# Герасимов, Григорий Васильевич (1920)
Григорий Васильевич Герасимов (1920—1981) — советский военнослужащий, полный кавалер ордена Славы.

## Биография
Родился 5 декабря 1920 года в деревне Морхань ныне Перемышльского района Калужской области в крестьянской семье. В 1933 году окончил 6 классов. Работал на Калужской мебельной фабрике. В октябре 1940 года призван в РККА.
Участник Великой Отечественной войны. В сентябре 1941 года направлен на фронт. Служил разведчиком во взводе пешей разведки 117-го стрелкового полка (23-я стр. див., 61-я армия, 3-й Прибалтийский фронт), рядовой. В конце сентября 1944 года, находясь с группой разведчиков в районе хутора Бечи Огрского р-на Латвии, вступил в бой с оккупантами и гранатами и огнём из автомата уничтожил 11 гитлеровцев. 3 октября 1944 года был награждён орденом Славы 3 степени.
В дальнейшем в боях на территории Латвии неоднократно успешно выполнял задачи боевой разведки позиций противника, проявлял смекалку, мужество и отвагу. 13 октября 1944 года награждён орденом Славы 3 степени.
26 октября 1944 года в 1,5 км восточнее города Приекуле в Латвии, вместе с другими разведчиками обстрелял обнаруженную пулеметную точку, чем вызвал ответный огонь, обнаруживший огневую систему врага на переднем крае. 29 ноября 1944 года награждён орденом Славы 2 степени.
Демобилизовался в апреле 1946 года в звании старшина, после демобилизации вернулся в Калугу. Работал вахтёром.
1 октября 1968 года вместо второго ордена Славы 3 степени был перенаграждён орденом Славы 1 степени.
Был награждён также орденом Красной Звезды, медалями «За отвагу» и «За боевые заслуги» и другими.
Ушёл из жизни 26 июня 1981 года. Похоронен на Пятницком кладбище в Калуге.